# Барда (приток Чапши)
Барда (в верховье Большая Барда) — река в России, протекает по Красногорскому району Алтайского края. Устье реки находится в 14 км от устья Чапши по правому берегу. Длина реки составляет 36 км. В 1 км от устья по правому берегу впадает река Чувыр.

## Данные водного реестра
По данным государственного водного реестра России относится к Верхнеобскому бассейновому округу, водохозяйственный участок реки — Катунь, речной подбассейн реки — Бия и Катунь. Речной бассейн реки — (Верхняя) Обь до впадения Иртыша.